# 宮本三木之助
宮本 三木之助（みやもと みきのすけ、慶長9年（1604年） - 寛永3年5月14日（1626年7月7日））は、江戸時代初期の武士。剣豪宮本武蔵の最初の養子である。

## 経歴
水野勝成の武者奉行・中川志摩之助の三男。先祖は伊勢国中川原城主。出自をめぐっては他にもいくつかの伝承がある（#出自に関する伝承）。
宮本武蔵が大坂夏の陣に水野勝成（三河刈谷3万石）の客将としてその子・勝重（水野勝俊）付で出陣したのが縁となり、大坂の陣後に弟の九郎太郎とともに武蔵の養子となる。元和3年から4年（1617年から1618年）頃、武蔵の推挙により播州姫路城主・本多忠政の嫡男本多忠刻の小姓として出仕する。
忠刻は自らも徳川家康の血を引き（曾孫）、家康の孫・千姫を室に迎えており、征夷大将軍徳川家光の義兄として将来を嘱望されながら、寛永3年（1626年）に31歳で病死。側近であった三木之助は忠刻の初七日に書写山圓教寺の忠刻墓前で切腹により殉死した。享年23。墓は忠刻（園泰院）の墓塔（五輪塔）のすぐ後ろに建てられた。正面の戒名は風化して読めず、右側面に「平八供 宮本三木之助」と刻まれている（平八とは忠刻の通称）。
なお、三木之助の五輪墓の後ろには、三木之助を介錯し殉死した家来の宮田覚兵衛の五輪墓（「三木之助供」と刻まれている）が建てられており、めずらしい墓形である。忠刻にはもう1人、岩原牛之助が殉死、墓は三木之助と並んでいる。
圓教寺の墓誌　　　　　　　　　　　　　
宮本三木之助　　宮本武藏ノ養子
忠刻卒スルト墓前ニ於テ切腹　伊勢ノ生レデ武藏ﾉ養子　当時二十三
其辞世ニ
思わずも雲井のよそに隔りしえにしあればや供に行く道
立田山峯の紅葉に誘われて谷の紅葉も今ぞ散りたり

## 出自に関する伝承
近年の研究で、元禄9年（1696年）に備前岡山藩に仕えた宮本小兵衛が書き上げた資料『宮本小兵衛先祖附』が岡山で発見された。内容は三木之助の出自や、先祖から三木之助の本多忠刻に殉死以後の歴代を詳細に記録した先祖附であり、中には武蔵の養子になった経緯も記されている。これによると三木之助の出自は伊勢の中川氏であり、姫路の書写山圓教寺の墓誌記載の「（三木之助は）伊勢ノ生レデ武蔵ﾉ養子」とも一致し、水野勝成家中の中川志摩之助の三男であることが証明された。
これ以前には以下の伝承も流布されていた。
武州伝来記
宮本武蔵の最も古い伝記『武州伝来記』によると三木之助は造酒之助となっており、武蔵が摂州尼崎街道で拾った馬子の少年となっている。 
造酒之助は西ノ宮の馬追なり。武州、或時、尼ヶ崎街道を乗掛け馬にて通らる。西ノ宮の駅にて、十四五の童、馬の口取りすすみ行く。武州、馬上よりつくづくと彼の童がつら魂を見て、其方、われ養ひて子にしてよき主へ出だすべし、養はれよ、と有りければ、彼の童申し様、仰せは忝なく候へども、われ、老の親をもてり、某此の如く馬子をして養へり、御身の養子になりては両親難儀に及ぶべし、御免あれと申す。武州、聞き玉ひ、先づ、其方が家につれ行けとて、彼の家に至り、両親に右の旨趣を申し聞け、当分の難儀これ無き様に金子をあたへ、処の者にも懇ろに頼み置き、彼の童を伴ひ、暫く育ひ置て、播州姫路の城主、本多中務太輔忠刻卿へ差し出ださる。中書殿、御心に叶ひ、段々立身せり。しかれども、子細あって暇申し請、江戸へ下る。中書殿、不幸にして早世し玉ふ。武州、其頃大坂に居て、此の事を聞き、近日造酒之助来るべし、生涯の別れ為るべし、馳走すべしと也。かくて、暫くあつて造酒之助入来す。武州、悦びに堪へず、甚だ饗し玉ふ。造酒之助、盃を所望して戴き、これより直に姫路へ相越し候通り申し達す。武州、尤の覚悟の由、あいさつ有り。造酒之助、姫路へ至り、追い腹せしといへり。惜しむべし、惜しむべし。
作州新免系図
また武蔵の作州出生説をとる研究家は「新免宗貫の孫」としている。新免宗貫は武蔵の養父無二之助の旧主にあたり、新免姓を下賜されている関係から、自然と受け入れられてきた。根拠としているのは『作州新免系図』に三喜之助という名があり、脇書きに次のように記されていることである。
当世の美少年二刀剣術をよくす。宮本武蔵玄信の養子となり播州姫路城主本多美濃守世子中務太夫忠刻に仕える、七百石側小姓、宮本造酒之助と改める、本多忠刻寛永三年丙寅五月七日卒三十一歳、造酒之助即日殉死、
新免家は関ヶ原の戦いで西軍宇喜多秀家軍に属して敗れ、一族家臣とも九州へ落ち、黒田家に仕え明治維新まで続いている。領地だった三奈木村には今も「伊賀様」とよばれる新免伊賀守を祭る祠や供養塔が、新免宗家と家臣団の祭司の中心として大切に守られており、この系統の由緒は正しいが、しかし筑前黒田藩三奈木村に残る永禄年中（1558年）から明和6年（1769年）まで200年余の歴代事象を記録した「筑前新免系譜」（三奈木村史収録）には三木之助らしい人物の記録は一切無い。

## 三木之助の系譜
『宮本小兵衛先祖附』によると
　　奥方附足軽頭　高弐百五十石　　宮本小兵衛　元禄九年子、五十五歳
一、先祖、伊勢国中川原と申す処に、小城持居り申し候由、申し来り候。祖父中川志摩之助、世倅の時分、牢々仕り、仙石権兵衛殿、讃州に御座候節、奉公罷出、武篇の走り廻り数度仕り候て、鉄砲頭に成、知行千石余り下され候、或る時、手柄仕り候褒美として、権兵衛殿の御紋、永楽之上字を下され、永ノ字を紋付け来り申し候、其の節、水野日向守殿、其の頃は六左衛門殿と申し、御父和泉守殿不和に付、権兵衛殿に御座候、其の時分より御心安く、別して入魂に仕り、其の馴みにより、其の後、日向守殿仰せられ候は、彼方此方と申すべきよりは、心安く、此方へ参るべく候。武者奉行を御頼み成されたき由にて、御呼び成され、鼻紙と仰せられ、知行六百石下され候、（後略）
一、中川志摩之助嫡子、同形部左衛門（水野藩士・略）
一、中川志摩之助次男、同主馬（水野藩士・略）
一、養祖父宮本三木之助儀、中川父志摩之助世倅にて御座候、私ためには實の伯父にて御座候。宮本武蔵と申す者の養子に仕り、児小姓の時分　本多中務様へ罷出、知行七百石下され、御近衆に召仕われ候、九曜巴紋に付け候へと仰せをもって、唯今に付け来り申し候、御替御紋と承り候、　圓泰院様、寛永三年寅五月七日　御卒去の刻、同十三日、二十三歳にて御供仕り候、
一、私父宮本九郎太郎、三木之助弟にて御座候。此者も　圓泰院様に児小姓に召仕われ候、兄三木之助殉死仕り、実子御座なく候に付、九郎太郎に跡式相違なく、　美濃守様より仰せ付られ、名も三木之助に罷り成り候、　天樹院様、　播州より江戸へ御下向成され候刻、　美濃守様御供を成され候。其の節、三木之助御供仕り候、天樹院様美濃守様へ御意にて、道中御旅館に於いて御目見え仰付られ候、　甲斐守様の御代、番頭に仰せ付られ候、内記様の御代に和州郡山に於いて、寛永十九年申九月に病死仕り候、
一、三木之助世倅、私兄、弁之助と申す、父跡式下され　内記様に罷り有り候へ共、若き時分に病死仕り、其の節、本多家を浪人仕り候、
一、私、生国大和国郡山にて御座候、十五の年、兄弁之助果て申し候。其の節より南都に罷り有り候、寛文二年寅十月十二日、江府に於いて、弐十一歳の時　当殿様へ召出され、同十一月十日、御礼を申し上げ候、今、俵六拾弐俵五人扶持下され、御式臺に相詰め、御供や御使者を、相勤め候、（略）
以後、小兵衛の池田家での奉公の次第が一つ書きで、元禄9年まで年を追って延々と書かれている。
まず冒頭の見出しからこの先祖附は元禄9年（1696年）、小兵衛55歳のときに岡山藩に提出したものである事がわかる。当時の役職は奥方附き足軽頭で、禄高250石であった。逆算すると小兵衛は寛永19年（1642年）の生まれである。
書き出しは先祖附で、伊勢の中川原城主の出。祖父中川志摩之助から3人の伯父、父、兄のことを書いて、自分の奉公書へと繋いでいる。
中川志摩之助は讃岐の仙石家の時分、槍働きの戦功で知行千石の鉄砲頭となり、その頃父に勘当され放浪中の水野勝成と知り合って入魂となった。後、大名になった勝成に武者奉行を頼まれて600石で仕えた。大坂の役でも槍働きをしたと伝えている。「鼻紙」とは、「とりあえず、ほんの気持ちばかり」という意味で、今後の加増を含んだ言葉であろう。
志摩之助の三男が三木之助で、宮本武蔵の養子になったといっている。即ち、三木之助は大坂の役が縁で武蔵の養子になったことを示唆しており、通説で大坂方とされていた武蔵の徳川方説の裏付けにもなっている。
宮本三木之助は本多中務大輔忠刻に児小姓から出仕し、知行700石、御近習として忠刻の身近に仕えた。主人忠刻の替え御紋であった「九曜巴紋」を使う事を許されるほど信頼され、ついに忠刻の死にお供して殉死したとしている。小倉宮本家もこの九曜巴紋なので、武蔵はこれを宮本家の定紋として、後に小笠原家に出仕する宮本伊織にも使わせたことが判る。

## その後の宮本家
本多藩宮本家のその後
三木之助の殉死後、仕えていた本多忠刻の10万石が没収された事もあって、これまで姫路の宮本家はここで終わったとされてきた。当時、殉死は討死同然として跡式が保証されていたが、その恩賜を隣藩明石藩が引き受けたものと解釈した。三木之助殉死の同じ年に明石小笠原藩に武蔵の2番目の養子・宮本伊織が藩主小笠原忠政（後の忠真）の小姓として出仕したからである（原田夢果史『真説宮本武藏』葦書房）。
しかし実際には三木之助の宮本家は一代で終わらなかった。前述の「宮本小兵衛先祖附」には三木之助には弟、すなわち中川志摩之助の4男・九郎太郎がおり、忠刻の小姓として兄弟で仕えていたと記録している。これまで武蔵は三木之助だけを養子にしていたと思われていたが、志摩之助の下2人の子を引き取って育てていた。この九郎太郎が三木之助の跡式は相違無くというから700石を受け継ぎ、名前も三木之助を襲名して、忠刻の父本多忠政に仕えていた、という事実が判明したのであった。
この2代目三木之助は、忠刻の室・天樹院（千姫）が忠刻との間の子・勝姫を伴って江戸城に帰るのを忠政とともに送り、途中の旅館で天樹院に呼ばれ特別に御目見えもしている。この勝姫が後に池田光政の室となり、本多家を離れた2代目三木之助の次男・小兵衛を池田家に召抱える由縁となった。
2代目三木之助は、寛永19年（1642年）9月に大和郡山で病死。跡目は嫡男弁之助（武蔵の少年期の名前でもある）が継いだ。また次男小兵衛はこの年に誕生している。それから明暦2年（1656年）に弁之助が若死にすると本多藩の宮本家は断絶する。
岡山藩宮本家の誕生と断絶
その後、小兵衛は浪人し母と姉と共に奈良に移住。21歳になった寛文2年（1662年）に江戸で備前岡山城主・池田光政に召出され、ここに岡山藩宮本家が誕生した。
「宮本小兵衛先祖附」では、小兵衛が光政と勝姫に大変信頼され、常に側近くにいて献身的な勤仕をしたことを延々書き連ねている。勝姫の父圓泰院（本多忠刻）の50年忌には藩主名代として姫路書写山圓教寺へ香典持参の使者にも立っている。本多忠刻の側近三木之助に始まり、本多家で3代勤めたあと三木之助の甥の小兵衛が岡山へ移り、池田光政夫妻やその子綱政夫妻に絶大な信頼を得続けていた。
しかし、元禄7年（1694年）に嫡子・小三郎を藩主に御目見えさせたのを最後に記録みられず、これ以後に藩を退去し、岡山宮本家は断絶したと考えられる。